# Kostanjevec
Kostanjevec – wieś w Słowenii, w gminie Slovenska Bistrica. W 2018 roku liczyła 290 mieszkańców.